# MIRV

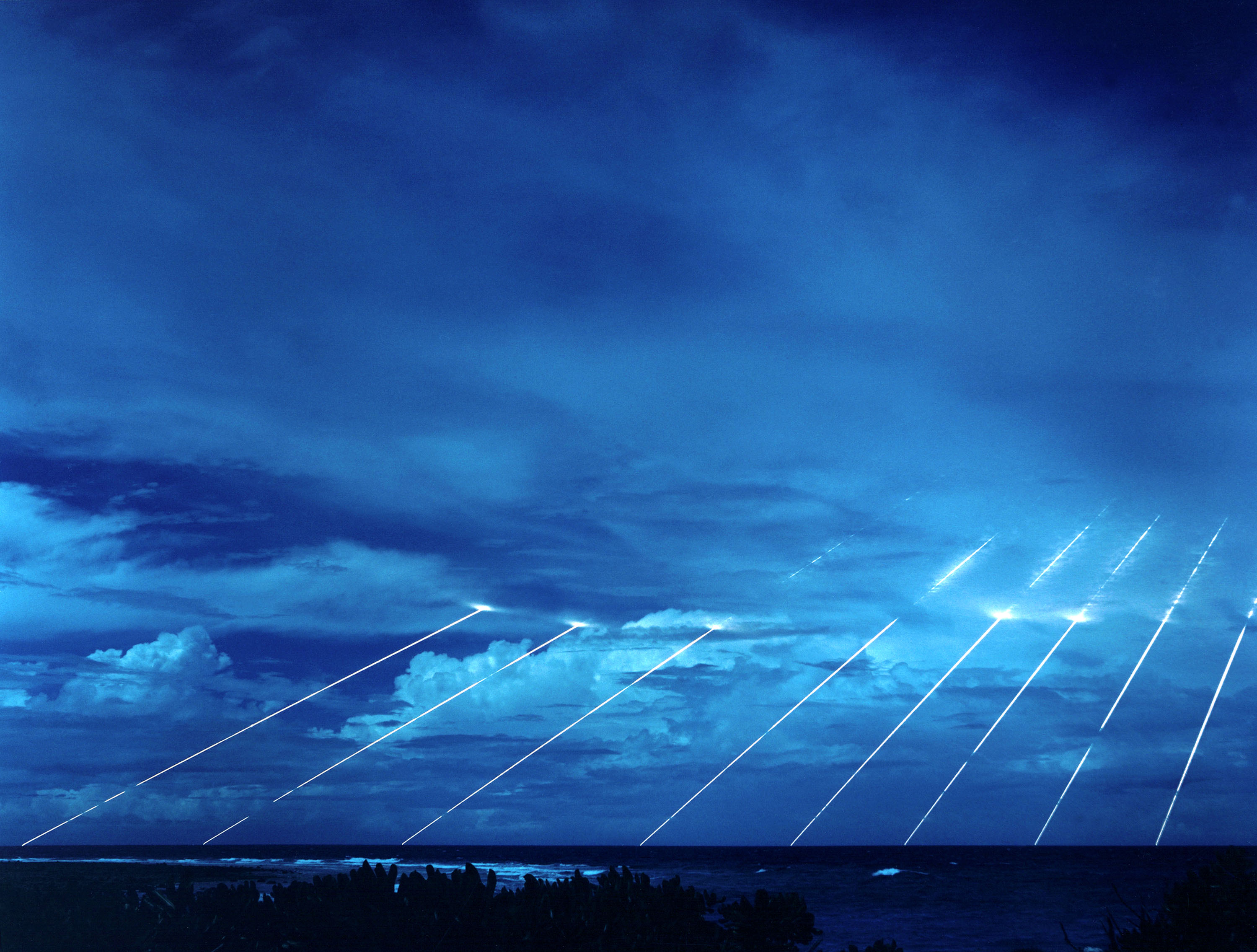
米国のICBMLGM-118A ピースキーパーの発射実験によりクェゼリン環礁に落下する再突入体

MIRV（Multiple Independently-targetable Reentry Vehicle, マーヴ、複数個別誘導再突入体）は、ひとつの弾道ミサイルに複数の弾頭（一般的に核弾頭）を装備しそれぞれが違う目標に攻撃ができる弾道ミサイルの弾頭搭載方式である。

## 概要
MIRVの弾頭はPBV（Post-Boost Vehicle：ポストブーストビークル）と呼ばれる小型ロケットのようなものに搭載され、そこから再突入体(Re-entry Vehicle、RV)に搭載された弾頭を1発ずつ速度と方向を微妙にずらして切り離すことで軌道が変わり弾頭ごとに別の目標に向かって飛翔する。PBVからRVが1発ずつ切り離されていく様がバスから乗客が降りていくように見えることから、PBVは“バス(Bus)”とも呼ばれる。
これにより、1基のミサイルで複数の目標を攻撃可能であり、核ミサイルの配備数を増やさずに核攻撃力を増大させることができる画期的手段とされた。
ただし、弾道ミサイルは、ブーストフェイズが終了すると、後は放物線を描くように惰性で飛翔するという性質上、またPBVに搭載されるロケットエンジンは小型で燃料搭載量も少ないため、あまり離れた、あるいは打ち上げ時の放物線の軌道の延長線上から大幅に逸れる目標を同時に狙うことはできない。また噴射制御の精度の問題から、MIRV化された弾頭のCEPは拡大するため、単弾頭型のものに比べると命中精度が低下する。そのため、直撃もしくは極力それに近い着弾を必要とする目標、特に、硬化（対核爆発防御）された軍事目標（ミサイルサイロなど）の攻撃には不向きとされていた。

## 導入の歴史と配備の状況
MIRVを導入するには小型核弾頭の開発技術が必要で、21世紀初頭現在、MIRV化された弾道ミサイルを配備している国はアメリカ、ロシア、フランス、イギリス、中華人民共和国のみである。また朝鮮民主主義人民共和国の火星17型は複数弾頭が可能な可能性がある
アメリカにおいては、1986年に実戦配備され、2005年に廃棄が完了したICBMLGM-118 ピースキーパーにおいては、10個の核弾頭が搭載されていた。
フランスは潜水艦発射弾道ミサイル(SLBM)であるMSBS M-4でMIRV化に成功し、1985年から配備を開始した。これは6基の弾頭を搭載した。イギリスはMIRV化されたSLBMであるトライデントIIをアメリカ合衆国から導入し、これに自国製核弾頭を装備しているが、PBVは米国製である。
中国人民解放軍第二砲兵部隊では1970年代初期からMIRVを研究開発している。DF-21は、80年代後半から、配備が進んでいる中距離弾道ミサイルで、2002年にこのミサイルのMIRV化（3基）の実験に成功している。さらに大陸間弾道弾DF-31（射程8000キロ、単弾頭）の射程延長型（11,000キロ）DF-31Aでは弾頭もMIRV化された。弾頭は3基/各150kTである。アメリカ国防総省の「中国の軍事力2008」によると、DF-31Aは既に実戦配備されているとのことである。

MIRVの弾道軌道イメージ
A:第一段ロケット B:第二段ロケット C:第三弾ロケット D:MIRV 集合体 E:フェアリング
1.発射 2.第一段ロケットとフェアリングの切り離し 3.第二段ロケットの切り離し 4:第三弾ロケットの切り離し 5.飛行経路を最終調整 6.弾頭の切り離し 7.弾頭はそれぞれの目標に向かう 8.着弾